# Линдт, Ирина Викторовна
Ири́на Ви́кторовна Линдт (род. 15 апреля 1974, Алма-Ата, Казахская ССР) — российская актриса театра и кино.

## Биография

### Ранние годы
Родилась 15 апреля 1974 года в Алма-Ате в семье немца, военного музыканта. Школу окончила с золотой медалью в 1991 году в Германии, по месту службы отца. По окончании школы вернулась в Алма-Ату, поступила в университет на факультет журналистики. Параллельно занималась в консерватории на отделении классического вокала и в театральной студии.
В 1992 году поступила на актёрский факультет Высшего театрального училища им. Щукина на курс Шлыкова Юрия Вениаминовича.

### Карьера
В 1996 году окончила училище с красным дипломом и стала актрисой Московского Театра на Таганке под руководством Ю. П. Любимова.
Сыграла более 20 ролей в кино и на телевидении.

### Личная жизнь
18 ноября 2004 года родила сына Ивана от Валерия Золотухина.

## Работы

### Театр
Театр «Гистрион» (театр русских немцев)
- Э.-М.Ремарк «Триумфальная арка» — Кэт Хегстрем (на нем. языке), реж. Эрвин Гааз

Театр на Таганке
- Ф. М. Достоевский «Подросток» — Лиза, Оля
- А. С. Пушкин «Борис Годунов» — царевна Ксения
- М. А. Булгаков «Мастер и Маргарита» — Маргарита
- Ф. М. Достоевский «Братья Карамазовы» — Грушенька
- В. Ерофеев «Москва-Петушки» — Она (реж. В. Л. Рыжий)
- П. Вайс «Марат и маркиз де Сад» — Шарлотта Корде
- Т. Харрисон «Квадратные круги» — Юстус фон Либих
- Э. Ионеско «Король умирает» — королева Мари
- У. Шекспир «Двенадцатая ночь» — Виола, Цезарио, Себастьян, брат Виолы
- Генрик Ибсен «Гедда Габлер» (реж. Гульнара Галавинская) — Гедда Габлер

Театр «Новая опера»
английский мюзикл «Tomorrowland» — Катя (реж. Джон Адамс, комп. Эндрю Уайт) (на рус. и англ. языках)
Центр-музей Высоцкого
Пушкин «Моцарт и Сальери» — Моцарт (реж. А. Максимов)
Театральный Центр на Дубровке
- Мюзикл «Норд-Ост» — Татаринова Мария Васильевна[2] (музыка, либретто, постановка — Г. Васильев, А. Иващенко)
- Мюзикл «Обыкновенное чудо» — Хозяйка, жена волшебника

SPAC (Центр исполнительских искусств Сидзуока, Япония)
- «Сирано де Бержерак» — Роксана (реж. Тадаси Судзуки)

Театр Луны
- «Мэри Поппинс — NEXT» — Мэри Поппинс (реж. С. Проханов)
- «Мата Хари: „глаза дня“» — Гертруда Целле, она же Мата Хари (реж. Д.Попова)
- «Орфей и Эвридика» — Эвридика (реж. Г.Галавинская)

Театральная компания Stage Entertainment Russia
- Мюзикл «Звуки музыки» («The Sound of music») — Эльза Шредер

### Фильмография
| Год       |   | Название                          | Роль                                          |
| --------- | - | --------------------------------- | --------------------------------------------- |
| 2000      | ф | Игра в любовь                     | Юлия                                          |
| 2003      | ф | Женская логика-3                  | Марина                                        |
| 2004      | с | Богатство                         | Незнакомка                                    |
| 2006      | ф | Женские истории                   | Анна                                          |
| 2007      | ф | Любовь одна                       | Ольга                                         |
| 2007      | ф | Варварины свадьбы                 | Варвара                                       |
| 2007      | ф | Миллионер поневоле                | Вероника                                      |
| 2008      | ф | Ключи от счастья                  | Нина Алексеевна, учительница                  |
| 2008      | ф | Уравнение со всеми известными     | Вера Крафт                                    |
| 2009      | ф | При загадочных обстоятельствах    | Екатерина Борисовна Тужилина                  |
| 2010      | с | Точка кипения                     | Ирэна                                         |
| 2010—2011 | с | Институт благородных девиц        | Нина Воронцова                                |
| 2011      | ф | Дед                               | Анна Николаевна                               |
| 2012      | ф | Частное пионерское                | мать Мишки                                    |
| 2013      | ф | Повороты судьбы                   | Варвара, сестра Люды                          |
| 2013      | с | Тайны института благородных девиц | Нина Воронцова                                |
| 2013      | ф | Точка взрыва                      | Татьяна Алексеевна Крамер, жена Дениса        |
| 2014      | ф | Курортная полиция                 | Ирина Самойленко, начальник курортной полиции |